# Kubota
Kubota (jap. 株式会社クボタ Kabushiki-gaisha Kubota) – japoński producent ciężkiego sprzętu rolniczego i budowlanego z siedzibą w Osace.

Siedziba główna firmy w Osace

Przedsiębiorstwo założył w 1890 r. Gonshiro Kubota. W 1978 r. przedsiębiorstwo wypuściło na rynek swój pierwszy ciągnik w całości wyprodukowany na własnych podzespołach. Przez poprzednie lata były to ciągniki produkowane na licencji FIATA.
W 1986 r. Kubota nabywa od Nissana dział produkcji ciągników rolniczych marki Ebro hiszpańskiej spółki Motor Ibérica S.A. 6 kwietnia 1994 r. następuje zamknięcie fabryki Ebro Kubota S.A. w Cuatro Vientos w Madrycie.
W 2012 r. Kubota Corp. nabywa grupę Kverneland. 13 maja 2016 r. zawarł umowę zakupu firmy Great Plains Manufacturing Inc obejmującą wszystkie pięć oddziałów wraz z wieloma punktami w Kansas, USA oraz w Lincolnshire, Anglia.
Obecnie Kubota to globalny koncern zatrudniający 24 778 osób (stan na marzec 2010 r.) na całym świecie. Posiada 34 własne przedstawicielstwa na całym świecie, głównie w Europie: Niemczech, Wielkiej Brytanii, Francji, Hiszpanii, Polsce oraz w Stanach Zjednoczonych i Kanadzie. W innych krajach produkty oferowane są przez firmy partnerskie – autoryzowanych dystrybutorów. Zarząd Kubota Corporation w styczniu 2010 r. świętował wyprodukowanie trzech i pół miliona ciągników.
W 2018 roku, Kubota zapowiedziała, że zainwestuje 55 milionów euro w nowe europejskie centrum badawczo-rozwojowe. Zlokalizowane we francuskiej miejscowości Crepy-en-Valois centrum ma być bazą dla działalności badawczej Kuboty w Europie. Centrum badawczo-rozwojowe ma powstać w 2020 roku i odgrywać kluczową rolę w rozwoju produktu i opracowaniu nowych technologii, które trafiałyby na rynek europejski.

## Podział ciągników marki Kubota
- Maszyny rolnicze to modele: m6040, m7040, m7040 narrov, m8540, m9540, m108s i m128x (przeznaczony wyłącznie na rynek Ameryki Północnej).
- Maszyny komunalne to modele: b1220, b1620, b1820, b2230, GZD15LD/HD, G23/G26, GR1600-II
- Ciągniki uniwersalne to modele: L3200 oraz L5040, oba produkowane w wersji bez lub z kabiną.

## Nabywcy ciągników Kubota
W roku 2009 według profilu działalności:

31,50% uprawa zbóż,

28,40% mleczarze,

21,60% hodowla,

6,20% sady,

5,50% usługi,

4,30% uprawa warzyw,

2,50% inne.

## Produkty
Oprócz ciągników przedsiębiorstwo produkuje również inne urządzenia: sprzęt rolniczy, silniki, urządzenia budowlane, rury, zawory, pompy, sprzęt wodnokanalizacyjny, klimatyzacje budowlane. Ich produkcja wynika z potrzeb jakie generuje produkowanie ciągników rolniczych, zawierających elementy wyłącznie jednego producenta. Taki układ gwarantuje długowieczność ciągników Kubota, lecz zawyża cenę produktu końcowego.

## Ciągniki Kubota Corporation (KTC)
W 1969 r. przedsiębiorstwo rozpoczęło eksport ciągnika Kubota 21KM (16kW) L200 będącego traktorem kompaktowym przeznaczonym na rynek Stanów Zjednoczonych. Ze względu na początkowy sukces na amerykańskim rynku, linia produkcyjna tego modelu została przeniesiona do Torrance w Kalifornii w 1972 r. Obecnie dwie główne fabryki znajdują się: w prefekturze Ibaraki (ciągniki rolnicze serii M40 i komunalne serii L) oraz w Osace (ciągniki rolnicze serii M i komunalne serii B).
W 2014 została zaprezentowana nowa seria ciągników M7, których produkcja rozpocznie się w kwietniu 2015 r. w nowej fabryce Kuboty w Bierne niedaleko Dunkierki na północy Francji. Tworzyć ją będą modele M7.131, M7.151 i M7.171. Wyposażone będą w 4-cylindrowe silniki Kubota o pojemności 6,1 litra spełniające normę Tier 4 za pomocą systemu SCR i DPF. Za przeniesienie napędu będą odpowiadać tylny most i przekładnie produkcji ZF powershift 24x24 lub bezstopniowa K-VT (Eccom 1.3) oraz przedni most Dana.

## Kubota Manufacturing of America (KMA) & Kubota Industrial Equipment (KIE)
W 1988 r. Kubota otworzył zakład produkcyjny w Gainesville, w stanie Georgia, wytwarzający ładowacze czołowe i koparko-ładowarki sprzężone z ciągnikami. W 2006 r. produkcja została przeniesiona w pobliże Jefferson, w tym samym stanie.

## Kubota Engine America (KEA)
Za względu na zwiększony popyt na niewielkie silniki przemysłowe powstała firma KEA w 1999 r. w Lincolnshire, w stanie Illinois, jako spółka zależna od Kubota Corporation – Osaka. Obecnie KEA sprzedaje silniki o zapłonie iskrowym od 6 do 100KM na terenie Ameryki Północnej i Środkowej. KEA sprzedaje również generatory wysokoprężne od 7 do 35 kW.

## Oddziały Kubota Corporation na świecie
- Kubota Corporation Japonia (ang.)
- Kubota Polska